# بونيفاسيو أفيلا
بونيفاسيو أفيلا (بالإسبانية: Bonifacio Ávila) (مواليد 5 يونيو 1950) هو ملاكم كولومبي، مثّل بلاده في الألعاب الأولمبية الصيفية 1972.

## روابط خارجية
بونيفاسيو أفيلا على موقع بوكس ريك (الإنجليزية) (registration required)
- بونيفاسيو أفيلا على موقع أوليمبيديا (الإنجليزية)